# Arthroleptella lightfooti
Arthroleptella lightfooti är en groddjursart som först beskrevs av George Albert Boulenger 1910.  Arthroleptella lightfooti ingår i släktet Arthroleptella och familjen Pyxicephalidae. Inga underarter finns listade i Catalogue of Life.
Arten förekommer endemisk på Kaphalvön och i angränsande områden med Taffelberget i Sydafrika. Den lever i låglandet och i bergstrakter upp till 1000 meter över havet. Habitatet utgörs av landskapet Fynbos med gräsmarker, hed och områden med glest fördelade buskar. Honan lägger 5 till 12 ägg per tillfälle och de nykläckta ungarna har redan samma utseende som de vuxna exemplaren. Äggen placeras i fuktig mossa nära floder, i vattendrag med tät växtlighet eller vid andra ställen där grundvattnet kommer fram till markytan.
Introducerade arter av tallsläktet gör landskapet ibland olämplig för grodan. Större bränder kan minska lokala bestånd markant. En stor del av utbredningsområdet utgörs av naturskyddsområden. IUCN kategoriserar arten globalt som nära hotad.